# لويس أبراموفيتش
لويس أبراموفيتش (بالإسبانية: Luis Abramovich)‏ (ولد في 1962) وهو لاعب كرة قدم أرجنتيني سابق. حيث فاز بعدة ألقاب عندما كان يلعب لبوكا جونيورز منها ريكوبا سودأمريكانا، لعب 200 مباراة لبوكا في جميع المسابقات، حيث سجل معه 5 أهداف.

## وصلات خارجية
- BDFA.com.ar (بالإسبانية)